# Jan Berger (nauczyciel)
Jan Berger (ur. 6 września 1830 w Slacinie nad Úpą, zm. 9 kwietnia 1903 w Náchodzie) – czeski pedagog oraz muzyk.

## Życiorys
Urodził się 6 września 1830 w Slacinie nad Úpą, gdzie jego ojciec był gościnnym, ale rodzina pochodziła z gminy Hořičky.
Studiował w Szkole Głównej w Broumovie, następnie w miastach Dvůr Králové nad Labem i Hradec Králové. Świadectwo kwalifikacji nauczycielskiej otrzymał w 1853 r. Najpierw został podnauczycielem w Slacinie nad Úpą, potem w Hronovie, w Hořičkach działał w latach 1852-1865, z 1862 r. jako następca nauczyciela kierowniczego V. Řepky. W 1865 r. odszedł do Rtyně v Podkrkonoší.
W latach 1873–1874 był nauczycielem kierowniczym w Slacinie nad Úpą, gdzie się urodził najmłodszy syn Otto (22 stycznia 1873), doskonały wiolonczelista, kompozytor oraz członek założyciel Kwartetu Czeskiego. Od 1877 r. pracował jako nauczyciel kierowniczy w Machovie. Tutaj u rodziców zmarł 30 czerwca 1897 r. syn Otto (na gruźlicę płuc).
Podobnie jak ojciec i brat byli wspaniali muzycy również dwa starszy synowie - Ing. arch. Vilém Berger (1864-1932) a MUDr. Karel Berger.
Na emeryturze przeniósł się Jan Berger do Náchodu, gdzie 9 kwietnia 1903 zmarł i jest z rodziną pochowany.